# Фюльгия (броненосный крейсер)
Броненосный крейсер «Фюльгия» (швед. Fylgia) — боевой корабль шведского флота, построен в единственном экземпляре. Один из самых маленьких броненосных крейсеров в мире. Бо́льшую часть службы был учебным кораблём. Радикально перестроен в 1940—1941 годах.

## Служба

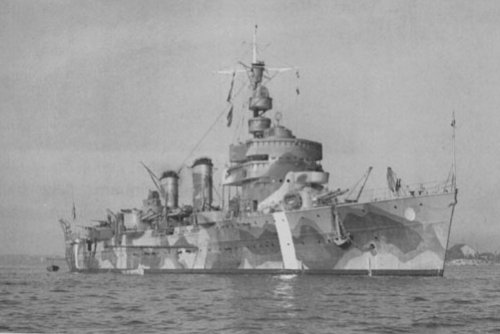
«Фюльгия» после модернизации.

## Оценка проекта
Спущенная на воду в самом начале «дредноутной гонки» Fylgia, как и большинство новых крейсеров с паровыми машинами, устарела практически с вводом в строй, её бесконечная карьера связана с экономией Швеции на флоте.
Однако даже для 1902 года слабым можно признать противоминное вооружение корабля и недостаточным нормальный запас угля (всего 350 тонн) — цена, уплаченная шведами за сомнительную честь владеть самым маленьким броненосным башенным крейсером.